# Железнодорожный (Архангельская область)
Железнодорожный — опустевший посёлок в Ленском районе Архангельской области. Входит в состав Урдомского городского поселения.

## География
Находится в юго-восточной части Архангельской области на расстоянии приблизительно 30 км на юго-восток по прямой от административного центра поселения поселка Урдома на правом берегу реки Верхняя Лупья.

## История
Здесь в 1963 году началось строительство посёлка для рабочих Урдомского лесопункта. Заготовленную древесину вывозили по узкоколейке на нижний склад поселка Урдома. В посёлке было отмечено 141 хозяйство (1974 год), 114 (1985). К 1993 году посёлок опустел.

## Население
| 2002 | 2010 | 2012 |
| ---- | ---- | ---- |
| 0    | →0   | →0   |

Численность населения: 422 человека (1974 год), 414 (1985), 0 как в 2002 году, так и в 2010 году.